# 弗吉尼亚大学法学院
弗吉尼亚大学法学院（University of Virginia School of Law）是一所自1819年起在美国弗吉尼亚州夏律第鎮创设的法学院，附属于弗吉尼亚大学。湯马斯·杰斐逊(Thomas Jefferson)是其创办人。它是美国依在办学的法学院中历史第四长的。它提供法律博士(Juris Doctor)、法学硕士(Master of Law)和司法學博士(Doctor of Juridical Science)学位的教育，为来访学者和研究者提供研究条件，并有数个立法研究中心。

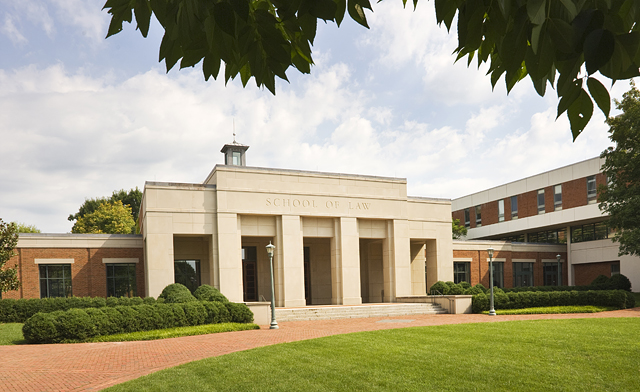
法学院主楼

在2020年 Princeton Review, 維吉尼亞大學法學院（Virginia Law）排名在全美第1名。US News& Worlds Report2024年将維吉尼亞大學法學院（Virginia Law）排在全美法学院并列第4名。（根據US NEWS 2013至2022 University of Virginia 法學院排名分別為7-8-8-8-8-8-9-8-8-8），並且穩居於全美前10名的法學院。
此外，就2022年的專業領域排名，稅法（Tax Law）領域與西北大學Northwestern並列為全美第4名; 刑事法（Criminal Law）領域與Stanford, Yale並列為全美第4名；契約法合同法（Contract Law）領域與NYU, Berkeley, Michigan同列為全美第7名；憲法（Constitutional Law）則排名全美第8名。 公司及商業法（Business and Commercial Law）排名與Michigan, Yale同列為全美第9名; 國際法（International Law）領域與Stanford, Duke並列為全美第10名;  

## 排名
維吉尼亞大学法学院長年被評為美国最有名氣的十個法学院之一。该学院在《普林斯頓評論》（The Princeton Review）中，維吉尼亞大學法學院（Virginia Law）分別最佳課堂體驗法學院、最佳教授法學院和最佳生活品質法學院三個類別均為第1名；《美国新闻與世界报道》的法学院排名裡被评为第7名，由律所人力资源部门进行的法学院排名当中被评为第六名。2015年进行的一次全美最佳25所法学院评比中，弗吉尼亚大学法学院获得第七名。
在美国所有的律所裡維吉尼亞大学法学院的畢業生在主席或经理合伙人地位的占第三名。《国家法律雜誌》的调查显示在2009年250个最佳公司中維吉尼亞大学法学院被雇用的畢業生占第五名。在世界500强公司中維吉尼亞大学法学院毕业生占第二名，仅次于哈佛法学院。
从2000年至2010年，美国最高法院大法官的法律助理（law clerk）中維吉尼亞大学法学院毕业生人数占第五名，仅次于耶鲁法学院、哈佛法学院、芝加哥大学法学院和斯坦福法学院。2011年至2012年间，弗吉尼亚大学法学院与耶鲁法学院、斯坦福法学院为美国最高法院大法官担任法律助理的毕业生人数并列第二名，仅次于哈佛法学院。
維吉尼亞大学法学院在美国的50个州、63个其它国家以及数个美国属地中共有17327名毕业生，其中51%的毕业生被评为美国法学院毕业生中品質最高的。

## 招生
弗吉尼亚大学法学院是美国法学院中招生要求最高的之一，2016年招生統計數據中, 法學博士（ＪＤ）的录取率僅為6.1%, 法學碩士(LLM) 低於4％。2016年级的平均分数为169分，成績平均積點为3.86。
2016年级的学生来自美国41个州、哥伦比亚特区和四个其它国家，172个本科学校，他们的平均年龄为24岁（从18至37岁）。55%的学生是男生，45%女生，24%将自己称为是少数人群学生。59%的学生在高中后工作过，14%拥有本科学历。

## 校园
除州内学生学费补助外弗吉尼亚大学法学院不获得任何公费津贴。因此它主要依靠私人捐款、它自己3.65亿美元的基金和学费。1995年至1997年，弗吉尼亚大学达顿商学院迁到数百码外的新校园去了，因此法学院接纳了其过去的设施，使用了所有的捐款来修复和扩展大学北校园里的建筑。法学院的运行资金为6130万美元。
亚瑟··莫里斯法学图书馆藏书86万卷，其中包括重要联邦、州和国际文献、手迹、档案和网上研究数据库。

## 学生组织
弗吉尼亚大学法学院有众多学生组织。
《弗吉尼亚大学法学院周报》是一份学生办的报纸，从1948年发行至今。一些法院，包括美国最高法院引用过它的内容。除新闻外它还包括学生写的诙谐和创作性内容。2006年、2007年和2008年它获得美国律师协会“最佳报纸奖”。
每年春季会有上百学生参与由学生自己编排导演的音乐喜剧，该传统始于1904年，剧中展现教授和学生在当地的生活，而教授也会在首演当晚以文字及歌声来回应学生的玩笑。

### 法学杂志
弗吉尼亚大学法学院正编辑出版十种学术期刊，其中包括美国被引用最多的《弗吉尼亚法律评论》：
- 弗吉尼亚国际法
- 弗吉尼亚环境法杂志
- 弗吉尼亚法学和科技杂志
- 弗吉尼亚社会制度和法学杂志
- 弗吉尼亚法律和商业评论
- 弗吉尼亚法律评论
- 弗吉尼亚体育和娱乐法杂志
- 弗吉尼亚税收评论协会
- 弗吉尼亚刑法评论
- 法律和政治学杂志

## 课程
法学院的课程包括法律和商务、法律和公共服务、国际法、立法和宪法史、刑法、人权、种族和法律、环境和土地使用法、移民法、知识产权、健康法、法律和人道主义，以及动物法。
法学院还为学生提供训练他们的技巧的课程如法律写作、职业道德、法庭辩论、演讲和其它实用技巧课程。

### 国际交流
弗吉尼亚大学法学院与六个外国学校有交流项目。
此外法学院还为三年级以上的学生提供获得巴黎索邦法学院学位的可能性。成功完成这个项目的学生可以获得法国和弗吉尼亚双重法学学位。
学生还可以参加由学生组织的一学期在国外的学习项目。

### 研究所和研究中心
弗吉尼亚大学法学院拥有一些国际有名的特殊项目，这些项目由在这些领域知名的教授领导，国际私人和政府组织经常聘请他们。